# Streets of Baltimore
Streets of Baltimore war ein Stadtkurs in Baltimore, Maryland, Vereinigte Staaten, der rund um den Innenhafen in der Innenstadt von Baltimore angelegt wurde.

## Veranstaltungen
Zwischen 2011 und 2013 wurde die Strecke für eine jährliche, gemeinsame Rennveranstaltung der IndyCar Series und der American Le Mans Series, dem Grand Prix of Baltimore, eingerichtet. Im Rahmenprogramm der Veranstaltung starteten auch die Indy Lights Serie (2011–13), die Star Mazda Serie sowie die USAF2000 (2011–12) sowie die IMSA GT3 Challenge (2013).

## Streckenbeschreibung

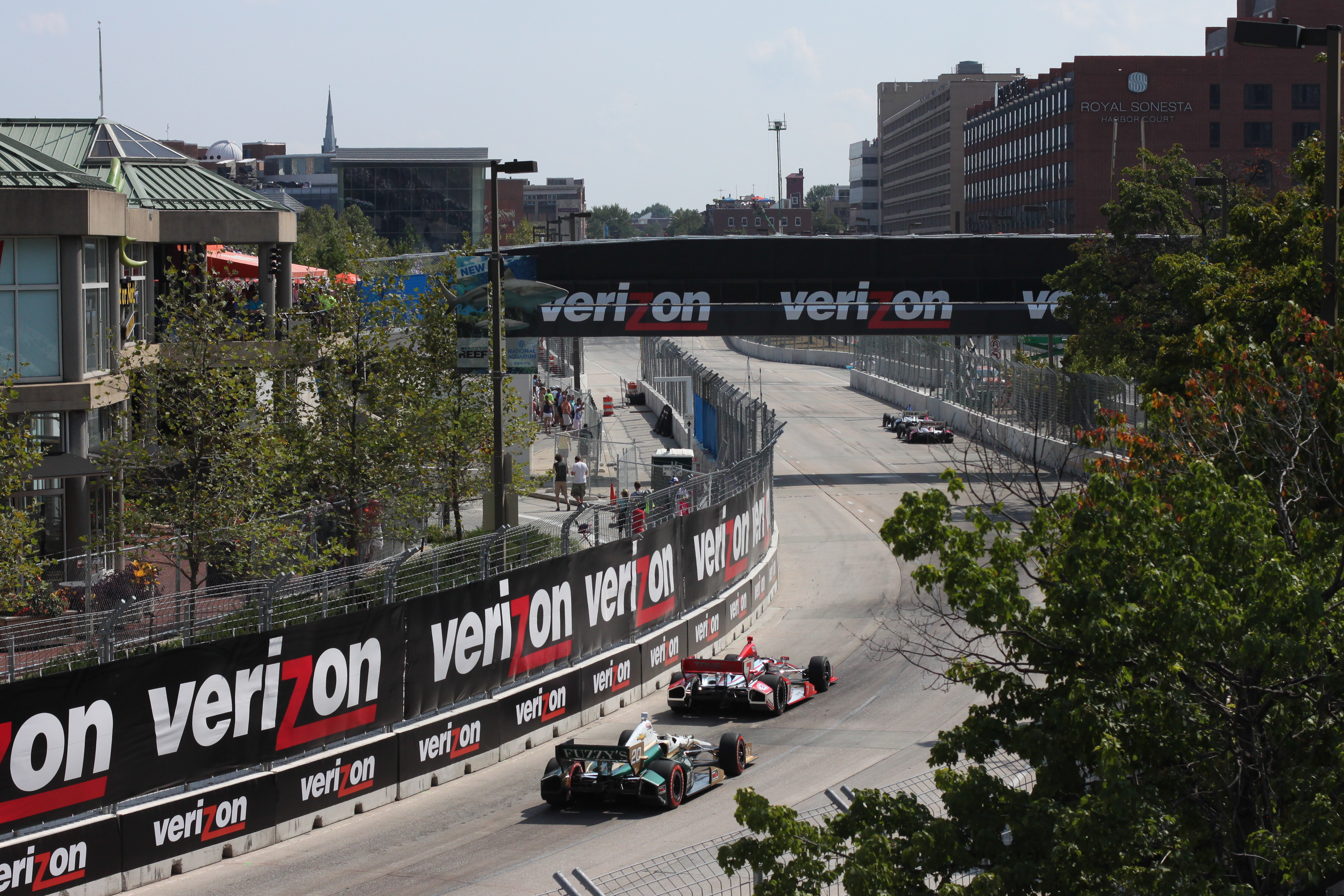
Turn 2 des Baltimore Street Circuit

Die Rennstrecke war 3,862 km lang. Sie wurde im Uhrzeigersinn befahren und beinhaltete 12 Kurven. Die Boxengasse verlief nicht parallel zur Start-/Ziel-Geraden, sondern war zwischen den Kurven 6 und 9 angesiedelt.
Die Start-/Ziel-Gerade der Strecke befand sich auf der Pratt Street, einer der wichtigsten Straßen in Baltimore. Die Strecke verläuft entlang mehrerer Wahrzeichen von Baltimore wie dem Inner Harbor, dem Baltimore Convention Center und dem Oriole Park at Camden Yards.
Nach dem Rennen 2011 äußerten mehrere Fahrer die Meinung, dass die temporäre Schikane auf der Hauptgeraden unnötig sei. Als diese 2012 entfernt wurde, um die Eintrittsgeschwindigkeit in die erste Kurve zu steigern, kam es während der ersten Trainingssitzungen bei mehreren Fahrern – darunter Simon Pagenaud und Oriol Servià – fast zu Unterluft-Überschlägen, als sie die Bahngleise überquerten. Die Verantwortlichen von IndyCar brachen das Training ab und installierten die provisorische Schikane wieder.
Zu den weiteren Änderungen für das Rennen 2012 gehörte die Neuprofilierung der Schikane vor der Boxeneinfahrt. Im Jahr 2011 war die Strecke auf eine einzige Fahrspur mit mehreren engen Kurven verengt worden, um die Autos zum Abbremsen zu zwingen. Für 2012 wurde die Schikane vereinfacht und verbreitert, um die Autos zu verlangsamen, aber zu verhindern, dass das Feld durch ein Nadelöhr gezwungen wird.

## Geschichte
Baltimore Racing Development unterzeichnete 2010 einen mehrjährigen Vertrag mit IndyCar und der Stadt Baltimore, um das Rennen zu organisieren, aber die Stadt kündigte den Vertrag mit BRD Ende 2011 wegen unbezahlter Schulden. Am 15. Februar 2012 wurde bekannt gegeben, dass die Stadt Baltimore einen Fünfjahresvertrag mit Downforce Racing abgeschlossen hatte, um das Rennen zu organisieren. Downforce erfüllte jedoch nicht seine Verpflichtungen gegenüber der Stadt. Am 10. Mai 2012 wurde bekannt gegeben, dass Race On LLC, eine Firma im Besitz von Gregory O’Neill und J.P. Grant III, und Andretti Sports Marketing, angeführt von der Rennsportlegende Michael Andretti, die Organisation und Werbung für das Rennen übernehmen würden. Am 13. September 2013 wurde bekannt gegeben, dass das Rennen aufgrund von Terminkonflikten weder 2014 noch 2015 stattfinden würde.